# Eric Young (ciclista)
Eric Young, nacido el 26 de febrero de 1989 en Boulder (Colorado), es un ciclista estadounidense, miembro del equipo Elevate-Webiplex Pro Cycling.

## Palmarés
2012
- 1 etapa del Tour de Gila

2013
- 2 etapas del Tour de Corea

2014
- 1 etapa de la Vuelta a México
- 2 etapas del Grand Prix Cycliste de Saguenay
- 1 etapa del Tour de Utah

2015
- 1 etapa del Tour de Gila
- Delta Road Race
- 1 etapa del Tour de Utah

2016
- 1 etapa del Istrian Spring Trophy
- 1 etapa del Grand Prix Cycliste de Saguenay

2017
- 1 etapa de la Joe Martin Stage Race
- 2 etapas del Tour de Gila

2019
- 1 etapa del Tour de Gila

2020
- 3 etapas del Tour de Taiwán